# Ossiannilssonola australis
Ossiannilssonola australis är en insektsart som först beskrevs av Walsh 1862.  Ossiannilssonola australis ingår i släktet Ossiannilssonola och familjen dvärgstritar. Inga underarter finns listade i Catalogue of Life.